# Gianluigi Giudici

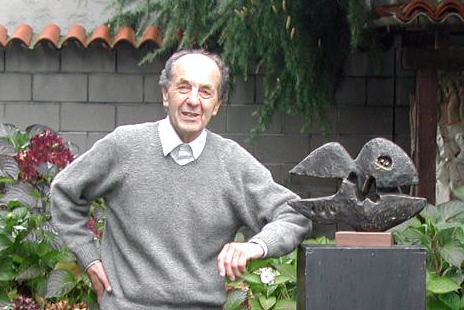
Gianluigi Giudici

Gianluigi Giudici (* 13. Juli 1927 in Valmorea; † 16. Februar 2012 in Beregazzo con Figliaro) war ein italienischer Bildhauer, der sich auf sakrale Kunst spezialisiert hatte.

## Leben
Giudici wuchs nahe der Schweizer Grenze auf und absolvierte seine Ausbildung an der Kunstschule Castellini in Como. Ab 1947 besuchte er eine Kupferprägewerkstatt im Kanton Tessin in der Schweiz, in der seine ersten Werke entstanden. Er spezialisierte sich auf künstlerische Arbeiten in Sakralgebäuden, unter anderem erlangte er Beachtung für seine Arbeit am Altar der Kirche von Bulgarograsso. 1959 stellte er seine Werke erstmals auf der internationalen Biennale für sakrale Kunst in Novara aus. 1966 wurde er mit der Fertigstellung des Kreuzwegs in der Kirche zum Guten Hirten in Wien beauftragt, 1968 schuf er im Dom zu Mailand ein Monument von Papst Pius XI., welcher in den frühen 1920er-Jahren Erzbischof von Mailand war. Es folgten viele weitere Arbeiten in den Kirchen des Bistums Como.
2001 zog sich Giudici in den Ruhestand zurück und starb im Februar 2012 im Alter von 84 Jahren.

## Würdigung
Im Oktober 2016 wurde in Lugano das von der Stiftung „Fondazione Renato und Gianluigi Giudici“ geplante und realisierte Museum Gipsothek Giudici eröffnet. In den Räumlichkeiten sind rund 60 seiner Arbeiten ausgestellt und eine Nachbildung des Künstlerateliers mit Skizzen, Zeichnungen und Entwürfen von Gips- und Bronzewerken, die Einblicke in das Schaffen des Künstlers geben.

## Werke

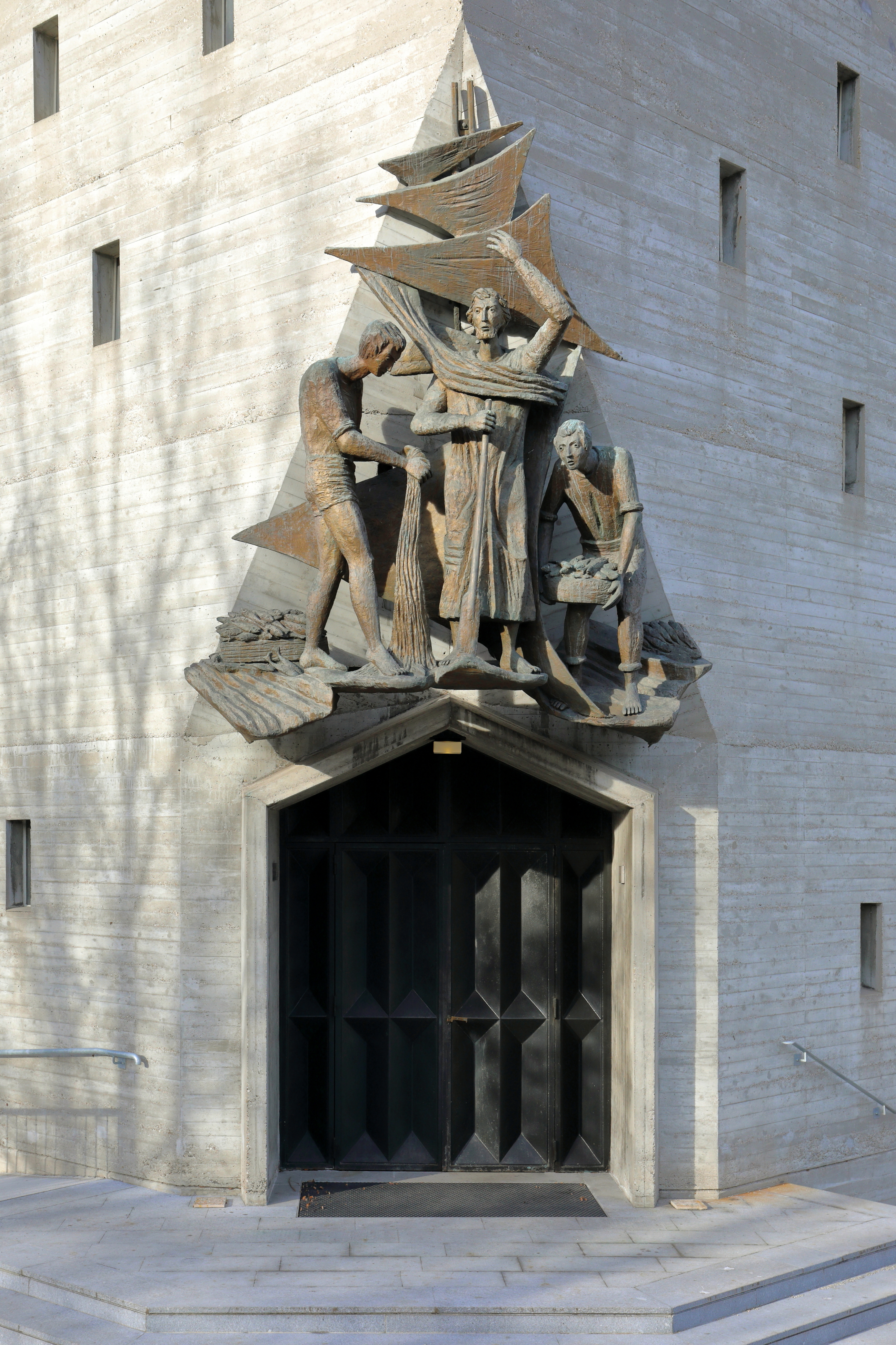
Bronzeplastik über dem Haupteingang der Pfarrkirche Zum Guten Hirten in Wien-Hietzing (1992)

- Monumentale Bronzeplastik „Christus als Fischer“ mit flankierenden Aposteln über dem Haupteingang der Pfarrkirche Zum Guten Hirten in Wien-Hietzing (1992). Weiters schuf er für diese Kirche 42 Bronzefiguren für einen expressiven, plastischen Kreuzweg (1966–1971) und die Bronzeplastik Madonna mit Kind (1965).[4]